# Приднестровски конфликт
Приднестровски конфликт (на молдовски: Conflictul din Transnistria; на руски: Приднестровский конфликт) е въоръжен конфликт, който избухва през ноември 1990 г. в Дубсари на (руски език – Дубоссáры, Dubossary) между Молдова и непризнатата държава на нейна територия – Приднестровска Молдовска Република (Приднестровие), под чийто контрол се намира основно левия бряг на река Днестър – район, населен с молдовци, украинци и руснаци. Прекратяването на бойните действия е обявено на 21 юли 1992 г., но конфликът остава нерешен. През 2011 г. са проведени преговори под егидата на Организацията за сигурност и сътрудничество в Европа (ОССЕ) по време на председателството на Литва.

## Предистория

### Исторически контекст
Преди съветската окупация на Бесарабия и Северна Буковина и създаването на Молдавска съветска социалистическа република (МССР) през 1940 г., бесарабската част от Молдова, т.е. частта, която се намира на запад от р. Днестър, е управлявана от Румъния (1918 – 1940). Пактът Молотов-Рибентроп, подписан между Съветския съюз и нацистка Германия, който води до събитията от 1940 г., по-късно, след разпада на Съветския съюз, е отхвърлен от правителствата на Молдова. В молдовската декларация за независимост от 1991 г., пактът е определен като „недействителен“. Въпреки това обаче след разпада на Съветския съюз, териториалните промени, направени по време на неговото съществуване, си остават.
Преди създаването на Молдовска ССР, днешното Приднестровие, е част от Украинска съветска социалистическа република и съществува като Молдавска автономна съветска социалистическа република, със столица Тираспол (1924 – 1940). Тази територия представлява една десета от общата територия на Молдова.

### Политически контекст
В края на 80-те години на XX век, политическата обстановка в Съветския съюз се изменя заради политикате на перестройка и гласност на Михаил Горбачов. Тези политики позволяват появата на политически плурализъм на местно и регионално ниво. В Молдовската ССР, както и в другите съветски републики националните движения, постепенно се превръщат във водеща политическа сила. Тези движения все по-ясно изразяват нарастващите националистически чувства и показват политическото желание за напускане на Съветския съюз и присъединяване на Молдова към Румъния. Румънските националисти, обаче, срещат яростната опозиция на руско говорещото малцинство в републиката. Тази опозиция е най-явна и видима в Приднестровието, където за разлика от другите области в Молдовската ССР, етническите молдовци (39,9 %) са по-малко от украинците и руснаците (53,8 %), което се дължи на по-голямата имиграция по време на съветската епоха.
Според някои изследователи комбинацията от различна история и по-специално в периода между 1918 г. и 1940 г., когато Приднестровието е част от СССР, а Молдова – от Румъния, и страхът от дискриминация от страна на молдовците, раждат сепаратистките настроения в Молдова. Други изследователи, от двоя страна твърдят, че етническите противоречия сами по себе си не са достатъчни за динамизирането на конфликта. Според Джон Макинлей и Питър Крос, които провеждат съвместно изследване, базирано на официалните данни за жертвите в конфликта, голям брой рускоговорещи и молдовци се бият заедно и от двете страни на конфликта. Учените твърдят, че конфликтът е по-скоро политически по природа.
На 31 август 1989 г. Върховния съвет на Молдовската ССР приема два закона. Първият от тях превръща молдовския език в официален за републиката, заедно с руския. Текстът споменава и за обща лингвистична молдово-румънска идентичност. Вторият закон предвижда връщането на латиницата като официална азбука. Молдовкият език е термин, използван от Съветския съюз, и обозначава диалект, почти идентичен с румънския език в периода 1940 – 1989 г. На 27 април 1990 г. правителството на МССР приема и традиционния национален трикульор (синьо, жълто и червено) за национален флаг и националния герб. Приет е и нов национален химн Deşteaptă-te, române!, който е и национален химн на Румъния от 1989 г. През лятото на 1990 г. думите Съветска и Социалистическа са премахнати от името на държавата, като вече новото име е Република Молдова.
Тези събития, както и някои други като свалянето на режима на Чаушеску в съседна Румъния през декември 1989 г. и отварянето на границата между Румъния и Молдова на 6 май 1990 г., карат много хора в Приднестровието и Молдова да мислят, че обединението между Румъния и Молдова е неизбежно. При това условие, рускоговорещото население автоматично би се превърнало в малцинство. Този факт предизвиква страхове, че то ще разполага с малко права и ще бъде изключено от обществения живот в новосформираната държава. Още през септември 1989 г. започват първите протести срещу националистическата политика на правителството. Протестите развиват появата на сепаратистки движения в Гагаузия и Приднестровието, които искат автономия в рамките на Молдовската ССР. По този начин гагаузкият и руският биха били запазени като официални езици в техните области. Доминираният от националисти Върховен съвет на МССР отхвърля тези искания и ги определя като незаконни. В резултат на това Гагаузия и Приднестровието обявяват независимост от Молдова и изказват желание за присъединяване към Съветския съюз като независими федерални републики.

### Политически конфликт
Езиковите закони се оказват голям проблем, тъй като една голяма част от населението на Молдовската ССР не говори молдовски (румънски). Проблемът с официалния език на МССР бива умишлено политизиран и изопачаван от заинтересованите страни. Някои описват законите като дикриминационни и критикуват бързото им налагане. Други, от своя страна, критикуват, че законите не се въвеждат достатъчно бързо.
На 2 септември 1990 г. е обявена Приднестровската молдовска съветска социалистическа република. Два месеца по-късно, на 22 декември 1990 г., президентът Михаил Горбачов подписва указ, с който отменя решенията на Втория конгрес на народните депутати от Приднестровие от 2 септември. През тези два месеца и молдоввските власти се въздържат от действия срещу прокламацията на независимост. Приднестровието, заедно с Абхазия, Южна Осетия и Нагорни Карабах, се превръща в една от няколкото непризнати републики в СССР. В следващите години тези републики запазват близки отношения помежду си.
Първият сблъсък между молдовското правителство и сепаратистите се случва на 3 ноември 1990 г. в Дубасари. Жителите на града блокират достъпа до моста над р. Днестър и по този начин откъсват връзката на града със столицата Кишинев. На мястото са изпратени полицейски подразделения и в последвалите сблъсъци и стрелба загиват трима граждани на Дубасари.
След провала на августовския пуч в СССР от 1991 г., на 27 август 1991 г. молдовският парламент приема Декларацията за независимост на Република Молдова. Декларацията отхвърля договореностите от пакта Молотов-Рибентроп като „нищожни“ и разглежда обявяването на независимостта като акт на премахване на „политическите и правните последствия от пакта“, декларирайки основаването на Република Молдова на териториите на Бесарабия, Северна Буковина, Херца и МАССР..
По това време Молдова все още няма армия и първите опити за създаването на такава се случват в началото на 1992 г. в отговор на нарастващото напрежение. Новият независим молдовски парламент се обръща към вече нефункциониращото правителство на СССР с желание „да започнат преговори с молдовското правителство с цел да се прекрати незаконната окупация на Република Молдова и съветските войски от молдовска територия да се оттеглят“.
На 29 август 1991 г. по време на пътуване до Киев за среща с украинския президент Леонид Кравчук, приднестровския лидер Игор Смирнов, е арестуван от молдовската полиция и заедно с още един свой близък – Андрей Чебан, е откаран в затвор в Молдова. В знак на протест срещу ареста, водачката на женския протестен комитет, Галина Андреева, организира блокада на жп. линията Москва-Кишинев в отсечката между Бендер и Тираспол, докато арестуваните не са освободени от президента на Молдова Мирча Снегур в опит да потуши създалото се напрежение.
В края на 1991 г. полицията в Тираспол и Рибница преминава на страната на Приднестровската молдовска република (ПМР).

## Военни сили
Военните действия са прекратени, благодарение на намесата на Русия..
В началото на 1992 г. Молдова има единствено полиция. На 17 март новосформираното Министерство на отбраната започва да създава армия.. До месец юли правителството успява да мобилизира между 25 000 и 30 000 души, включително полицията, запасните части и доброволците от молдовските области близо до зоната на конфликта.
В добавка към наследеното от СССР оръжие, Молдова, също е подкрепена и с румънско. Румъния изпраща също и военни съветници и доброволци.
По същото време руската 14-а армия, намираща се все още в Молдова, наброява 14 000 професионални войници. Силите на ПМР са около 9000 души – милиция, обучена и въоръжена от офицери на 14-а армия. В добавка към това от Русия пристигат множество доброволци от Дон, Кубан, Оренбург, Сибир, както и местни казаци, които се бият на страната на сепаратистите.
Части от 14-а армия, която последователно минава под съветско и след това руско командване, се бият на страната на бунтовниците. Значителна част от стационираната по време на студената война армия е съставена от местни граждани или офицери, на които им е дадено местно жителство по времето на Съветския съюз. Бунтовниците успяват да се въоръжат с оръжия, извзети от складовете на бившата 14-а армия. Руските войници избират да не се противопоставят на това, даже напротив в много случаи им помагат.
През декември 1991 г. молдовските власти арестуват на украинска територия генерал-лейтенант Яковлев и го обвиняват в оказване на помощ на бунтовниците да се въоръжат от складовете на 14-а армия. По това време генерал Яковлев е едновременно главнокомандващ на 14-а армия и ръководител на Министерството на отбраната и сигурността на Приднестровието. Правителството на Руската федерация започва преговори с молдовското правителство за освобождаване на Яковлев срещу освобождаването на 26 полицаи, задържани от бунтовниците по време на сблъсъците в Дубасари.
На 5 април 1992 г. вицепрезидентът на Русия Александър Руцкой държи реч в центъра на Тираспол пред повече от 5000 души и окуражава гражданите на Приднестровието да се борят за независимостта си.

## Военният конфликт
Първите жертви в набиращия скорост конфликт падат на 2 ноември 1990 г., два месеца след обявяването на независимостта на Приднестровието. Тогава молдовски части навлизат в Дубасари с цел да вдигнат блокадата на моста над р. Днестър, но са спрени от местните жители. В последвалия сблъсък загиват трима граждани, а ранените са 16.
На 13 декември молдовските сили правят втори опит да пресекат моста. И този път се стига до сблъсък, като молдовците дават 4 жертви и арестуват 27 граждани, без обаче да овладеят моста. След неуспешните опити за овладяване на моста от Молдова, настъпва затишие до 2 март 1991 г., когато започват първите сериозни военни действия. На този ден Молдова официално е приета за член на ООН и е призната Декларацията ѝ за независимост от 27 август 1990 г. Войната продължава до 21 юли и се развива основно в три района.

### Кочиери – Дубасари
Това е една от трите зони на конфликт, намираща се на източния бряг на р. Днестър и обхващаща 10 – 12 км от брега на реката. Тук се намират три села и градът Дубасари, който е с население около 30 000 души. Връзката на града и селата със западния бряг е ферибот и два моста, намиращи се в Дубасари.
На 1 март 1992 г. лидерът на милицията в Дубасари Игор Шипченко, е убит от младеж, а гражданите обвиняват за това молдовската полиция. Това е и поводът за разпалването на конфликта. Още същата нощ полицейското управление е щурмувано от казашки доброволци, дошли в помощ на приднестровците. За да избегне въоръжената саморазправа, молдовският президент Мирча Снегур, нарежда на 26-те обкръжени полицаи да се предадат. По-късно те са разменени за генерал-лейтенант Яковлев. Останалите лоялни на Кишинев полицаи на следващия ден не отиват на работа в окупирания Дубасари, а се събират в Кочиери и формират милиция. Те са подкрепени от още техни колеги, които пристигат от западния бряг и заедно организират отбраната на трите села, докато бунтовниците запазват контрола си над Дубасари. В следващите няколко седмици и двете страни струпват голям брой сила и водят предимно окопни военни действия.
По подобен начин се развиват и събитията в няколко села на юг от Дубасари по поречието на р. Днестър.
През април руският вицепрезидент Александър Руцкой посещава Приднестровието и изказва подкрепата си за бунтовниците..

### Област Бендери
Примирието, което настъпва между бунтовниците и молдовските сили, е прекъснато през месец юни, когато молдовски военни части навлизат в град Бендери в опит да си възвърнат контрола над областта. На 19 юни полицията от Бендери арестува майор Йермаков от 14-а армия, по обвинение в планиране на подривна дейност. След ареста бунтовнически сили откриват огън по полицейския участък. На следващата сутрин молдовското правителство нарежда навлизане на армията в града. Почти мигновено избухва въоръжен сблъсък между армия и милиця в гъсто населения град, причинявайки и множество жертви сред цивилните. Молдовско радио съобщава за три унищожени руски танка от 14-а армия. Военен говорител съобщава, че танковете са били пленени от сепаратистите.
Новините за случващото се в Бендери бързо достигат до намиращия се само на 11 км Тираспол, докато молдовските сили си проправят път към жизненоважния мост над Днестър. От столицата са изпратени подкрепления от руски танкове и казашки доброволци, които впоследствие успяват да се притекат на помощ на бунтовниците в Бендери. Руският вицепрезидент изнася реч по националната телевизия, в която призовава всички руски части, намиращи се в Тираспол, да се придвижат към Бендери. В следващите няколко дни сепаратистите успяват да си възвърнат контрола над града.

## Примирие и съвместна контролна мисия
Примирието е подписано на 21 юли. Официалният текст, подготвен от руска страна, е подписан от президентите на Русия (Борис Елцин) и Молдова (Мирча Снегур). Споразумението предвижда разполагането на мироопазващи сили, натоварени със задачите да гарантират опазването на мира и мерките за сигурност. Миротворците се състоят от 5 руски батальона, 3 молдовски и 3 приднестровски, които са под общо командване.
Предполага се, че по време на боевете загиват около 1000 души, а ранените са около 3000. За разлика от други конфликти в постсъветското пространство, тук не се наблюдават насилствени разселвания на граждани.
Няколко дни след примирието има нови сблъсъци между молдовски военни и бунтовници, при които загиват 3 души. По време на престрелките са разрушени няколко къщи от артилерийски обстрел. След този случай всякакви нарушения на примирието са поставени под контрол.
Ролята, която изиграва руската 14-а армия, се оказва решаваща за изхода на конфликта. Молдовската войска се оказва неспособна да се справи с бунтовниците, които са подкрепени от Русия. След края на конфликта 14-а армия е официално разпусната, а броят на руските военни в Приднестровието е намален до 1300 души, които са част от мироопазващите сили.
С нарастващото превъзходство на бунтовническите сили, молдовската армия има много малки шансове за постигане на победа в този конфликт, който е твърде непопулярен сред молдовското население.

## Нарушения на Женевските конвенции
Според очевидци от руски медии, молдовски военни обстрелват с картечници къщи и коли на цивилни граждани. Според други източници, на 20 юни молдовски войници стрелят по цивилни, които се крият в домовете си, бягат от града или помагат на ранени бунтовници. Има и много регистрирани случаи на стрелба по линейки, като и двете страни се обвиняват взаимно. Според интервюта на лекари в руска медия, на 19 – 20 юни тежък обстрел не им е позволявал да стигнат до ранени.

## Чуждестранна намеса

### 14-а армия
Въпреки че официално руската армия обявява неутралитет, много от нейните офицери симпатизират на каузата на Приднестровската Молдовска Република и някои дори открито говорят за намеса в конфликта. Други, като генерал Буткевич и неговият сапьорски батальон, минават на страната на сепаратистите. Този батальон участва в сриването на мостовете над р. Днестър.
През 1991 г. паравоенните формирования на бунтовниците провеждат набези в складове на 14-а армия, присвоявайки голям брой оборудване. Тези набези се осъществяват без съпротива на военните, които никога след това не са наказани за това. Самият главнокомандващ на 14-а армия генерал Яковлев, участвал в обявяването на независимостта на Приднестровието, приема позицията на първи председател на Департамента по отбраната на Приднестровието, по този начин принуждавайки главнокомандващия на въоръжените сили на ОНД Евгени Шапошников незабавно да го освободи от длъжност. Наследникът на Яковлев, генерал Юрий Неткачев заема по-неутрална позиция. Въпреки опитите за участие като посредник на новия генерал на 14-а армия ситуацията ескалира до открит въоръжен конфликт на 22 юни 1992 г. На 23 юни, в навечерието на координираната офанзива на молдовската армия, в щаба на 14-а армия пристига генерал-майор Александър Лебед. Неговата задача е да инспектира състоянието на армията, да спре кражбите на военно оборудване, да овладее конфликта между правителство и бунтовници, на всяка цена и да осигури евакуацията на военния състав от молдовска територия. След поемането на командването над армията, Лебед нарежда на частите си да се намесят открито във военните действия. В ранните часове на 3 юли масиран артилерийски обстрел на части от 14-а армия, разположени на източния бряг на р. Днестър унищожава стационираните в Гербоветската гора молдовски сили, което слага край на военната фаза на конфликта. По-късно Лебед казва по този случай: „Горд съм, че успяхме да помогнем и въоръжим приднестровсците, срещу молдовските фашисти“. Не такова обаче му е мнението за приднестровските управляващи, които той нарича „бандити“ и „престъпници“.

### Руски и украински доброволци
Много доброволци от Украйна и Русия, включително казаци от Дон и Кубан, участват в боевете на страната на сепаратистите. Няма точни данни за броят им и за ролята им във военните действия. Предполага се, че са между 200 и 3000.

### Румъния
Преди избухването на сблъсъците от 22 юни, румънското правителство снабдява молдовската армия с оръжие, муниции и превозни средства. Изпратени са също така и военни съветници, които обучават военните и полицията. Доброволци от Румъния също се бият на страната на молдовското правителство.

## Хронология на събитията

### 1988
- 30 декември 1988: В Кишинев с помощта на А. Болшаков (ръководител във фабрика „Точилмаш“ в Тираспол) се създава организация „Интердвижение“, по-късно преименувана на „Единство“. Тя има за цел да защитава интересите на руснаците, живеещи в ССР Молдова. Това движение се обявява против приемането на молдовски (румънски) за официален език, латиницата за официална азбука, а по-късно подкрепя и приднестровския сепаратизъм.

### 1989
- 30 март 1989: Президиумът на Върховния съвет на ССР Молдова изкарва за национална дискусия законопроектите „За статута на държавния език в ССР Молдова“ и „За използването на езиците на територията на ССР Молдова“.
- Март 1989: Създаване на Народния фронт на Молдова, изцяло ориентиран кум Румъния.
- 11 август 1989: В отговор на създаването на Народния фронт на Молдова, Тираспол създава своя собствена организация Обединен съвет на работните колективи.
- 27 август 1989: Националният фронт на Молдова организира масова демонстрация в Кишинев, която става известна като Великото народно събрание, което притиска властите в ССР Молдова да приемат закон за езика на 31 август 1989. Той гласи, че молдовският език написан с латински букви е официален език в ССР Молдова. Неговата идентичност с румънския език също е установена.
- 21 август – 22 септември 1989: Извършват се масови стачки по левия бряг на Днестър, участниците според някои източници наброяват 200 хиляди души.
- 31 август 1989: Висшият съвет на ССР Молдова приема закони за езика.
- 7 – 10 ноември 1989 (Съветския празник: Ден на Октомврийската революция): Граждански вълнения в Кишинев преминават в атака срещу сградата на Министерството на вътрешните работи.

### 1990
- 27 април 1990: Върховният съвет на ССР Молдова приема нов държавен флаг и временен герб
- 5 юни 1990: Върховният съвет на ССР Молдова приема новото име на републиката – Република Молдова
- 23 юни 1990: Приета е декларация за суверенитета на Република Молдова, посочваща, че републиката е суверенна и неделима държава, чийто закони стоят над тези на Съветския съюз. Парламентът на Молдова също така обявява за невалиден пакта Молотов-Рибентроп; обявява за незаконно създаването на ССР Молдова; приема решение за отменяне на акта за създаване на ССР Молдова от 2 август 1940 г.
- Юли 1990: Вторият конгрес на Народния фронт на Молдова предлага страната да бъде преименувана на Румънска република Молдова.
- 15 юли 1990: Анатолий Лукиянов, председател на Върховния съвет на СССР в Москва, изпраща писмо, написано от приднестровски и гагаузки сепаратисти в „Известия“.
- Август 1990: Молдовската ССР отказва да участва в референдум за оставане в СССР, но в регионите на Гагаузия и Приднестровие с помощта на 14-а съветска армия (съгласно споразумение между Анатолий Лукиянов и Игор Смирнов) референдум се организира.
- 2 септември 1990: Република Приднестровие е обявена в Тираспол на втория извънреден конгрес на депутатите. Гласуван е и временен Висш съвет. Игор Смирнов заема поста на председател на съвета. Съветът приема също своя собствена декларация за суверенитет и закон за езиците.
- 16 септември 1990: Протест срещу сепаратизма се провежда в село Лунга, недалеч от Дубасари.
- 2 ноември 1990: Мостовете над Днестър са блокирани от сепаратисти. На моста до Дубасари възникват сблъсъци между молдовски полицаи и сепаратисти. Стрелба от страна на силите за сигурност предизвиква три смъртни случаи и няколко ранени. Двама от загиналите са етнически молдовци, които подкрепят независимостта на Приднестровие. Третият, също подкрепящ независимостта, е етнически украинец.
- 22 декември 1990: Съветският президент Михаил Горбачов подписва указ „по отношение на мерките, които биха нормализирали ситуацията в ССР Молдова“

### 1991
- 12 март 1991: Въз основа на заповед на В. Богданов в Тираспол е създаден отряд от 200 въоръжени, като оръжието идва от съветската армия. Същото се случва и в Тигина, Дубасари и Рибница.
- Май 1991: Молдовското правителство на Мирча Друк, коалиция между Народния фронт на Молдова и реформисткото крило на Комунистическата партия на Молдова, пада. Народният фронт на Молдова преминава в опозиция.
- Май 1991: Върховният съвет на Приднестровието заповядва на всички полицаи от територията на Приднестровие да се подчиняват на сепаратистките власти. Създава се сепаратистко Министерство на вътрешните работи и Прокуратура.
- 19 август 1991: Сепаратистките власти обявяват извънредно положение в Тираспол и Тигина. Пътищата са блокирани. Лидерите в Приднестровие се обръщат към хората с молба да подкрепят преврата, който се случва по това време в Москва. В резултат на провала на съветския опит за преврат от 1991 г., на 27 август 1991 г. молдовският парламент приема Декларация за независимост на Република Молдова.
- 29 август 1991: Приднестровският лидер Игор Смирнов и трима депутати пристигат в Киев, за да се срещнат с украинския лидер Леонид Кравчук. Няколко сепаратистки лидери, в това число Игор Смирнов, Андрей Чебан и Г. Пологов са арестувани от молдовската полиция и откарани в затвор в Молдова. В знак на протест лидерката на женския протестен комитет Галина Андреева блокира жп линията Москва – Кишинев в частта и между Бендер и Тираспол, докато арестуваните не са освободени от президента на Молдова Мирча Снегур в опит да потуши напрежението.
- 6 и 18 септември 1991: Сепаратистките власти заповядват на всички военни части на Съветския съюз в региона да се подчинят на юрисдикцията на Приднестровие.
- 10 – 20 септември 1991: По инициатива на Регионалното военно ръководство в Одеса се провежда общо събрание на офицерите и подофицерите от съветската армия в Приднестровието. Постигнато е споразумение, имащо за цел подкрепа за приднестровския сепаратизъм, независимо от каквито и да е заповеди, идващи от Москва.
- 11 септември 1991: Руската военна част 03517 от Рибница решава да защитава Република Приднестровие.
- 19 септември 1991: Полицейското звено в Рибница е превзето от сепаратистите.
- 22 септември 1991: Полицейското звено в Каменка е превзето от сепаратистите.
- 2 октомври 1991: Изпълнителният комитет на град Тираспол взима решение местните полицейски сили вече да не бъдат под властта на Кишинев.
- 16 октомври 1991: Експлозия в полицейския участък в Дубсари, който е все още верен на властта в Кишинев.
- 8 ноември 1991: Вестник „Независимая Молдова“ публикува факти относно нарушаването на човешките права в Приднестровие, а именно, взривяване и изгаряне на домовете на хора отказващи да приемат сепаратистката власт, заплахи срещу семейството на полицай Владимир Колеснич (втори по ранг в командването на полицейския участък в Дубсари, който отказва да приеме сепаратистката власт).
- 15 ноември 1991: В Тигина и Дубсари на хората е забранено да се абонират за вестници на румънски език от Кишинев.
- 19 ноември 1991: Оръжия и боеприпаси преминават от 14-а съветска армия към сепаратистките власти.
- 21 ноември 1991: Властите в Тираспол забраняват на местните предприятия да си сътрудничат с Националната банка на Молдова.
- 26 – 30 ноември 1991: Приднестровската гвардия в Рибница получава оръжие и боеприпаси от 14-а съветска армия, разположена в Колбасна.
- 27 ноември 1991: В сградата на местната власт в село Тея (Приднестровие) 6 души от Тираспол (двама с автоматично оръжие) принуждават местните власти да организират гласуване за избори за президент на Приднестровие. Същото се случва и на други места из страната.
- 27 ноември 1991: Делегация от Международния хелзинкски комитет за човешки права посещава Молдова. Игор Смирнов отказва да вземе участие в срещата в Тираспол с чуждестранните посетители.
- 27 ноември 1991: Вестник „Трудовой Тираспол“ публикува списък с имената и адресите на молдовски полицаи от Приднестровие, които отказват да се подчинят на сепаратистките власти и приканват за репресивни мерки срещу тях.
- 1 декември 1991: Група между 20 – 25 души (6 от тях с автоматично оръжие) влиза в село Малаещи и опитва да организира избори. Въпреки това, местните жители отказват да участват. В същото време подобни инциденти се случват и е Спея, Бутор и Ташлик.
- 1 – 5 декември 1991: Всички мостове над Днестър са блокирани от сепаратистките сили.
- 5 декември 1991: Виктор Малик, асистент в Министерството на вътрешните работи на СССР, в интервю пред „Независимая Молдова“ разкрива, че като резултат от изследване, направено от прокуратурата на Съветския съюз по повод събитията от 2 ноември 1990 г. в Дубсари – приднестровките власти са действали неправомерно, докато молдовските полицаи са действали в рамките на законовите граници.
- 6 декември 1991: Група въоръжени сепаратисти заповядват на полицията в Слобозия да премине под юрисдикцията на Приднестровие. Конадирът на полицията в града е жестоко пребит.
- 6 декември 1991: Приднестровската гвардия открива огън по кола на молдовската полиция на мост над Днестър край Гура Бакилуи. Полицай Н. Докиу е ранен.
- 8 декември 1991: Л. Тодераш, прокурор от Тигина е арестуван и разпитван.
- 8 декември 1991: 700 въоръжени приднестровски военни и казаци поставят ултиматум на полицията в Дубсари да се закълне във вярност на Приднестровката република.
- 9 декември 1991: Полицейски отряд от Тигина е посетен от група сепаратисти (предвождани от Когут от Тираспол). Те информират местния комендант В. Гуслеаков, че е освободен от служба. Те също така желаят да бъдат предадени ключовете и документите на управлението на новоназначения шеф. Гуслеаков отказва след което полицейския участък е обкръжен от приднестровската гвардия. Следват сблъцъци при които местната полиция е подкрепена от хора от околните села, което доведа до оттеглянето на приднестровската гвардия.
- 10 декември 1991: Край село Лунга 5 приднестровски военни спират кола, в която се намира полицай А. Исмаилов, след което той е пребит.
- 10 декември 1991: С. Трокин и В. Опреа са арестувани в Тигина. Веднага след това те са хвърлени в затвора за няколко дни> Причината е, че говорят на румънски на улица Съветска в града.
- 11 декември 1991: Проведени са избори за президент на Приднестровието.
- 12 срещу 13 декември 1991: Полицейският участък в Дубсари е обсаден от сепаратисти. По това време в сградата се намират 35 полицая.
- 13 декември 1991: В помощ на обсадения участък в Дубсари са изпратени още полицаи. Те са атакувани от сепаратисти, при което загиват четирима от тях.
- 14 декември 1991: В Дубсари е открита стрелба по електротехника А. Терентиев. Обстрелван е и камион, принадлежащ на регионалния съвет, който отказва да приеме сепаратистите за легитимни. Шофьорът В. Чириак и неговият спътник са ранени.
- 14 декември 1991: Полицаите С. Лопатиук и В. Дорофенко са взети за заложници от сепаратистите. По-късно те са откарани в болница след побой.
- 14 декември 1991: Вестник „Дружба“, който е антисепаратистки, е спрян от приднестровките власти. Атакувано е и местно радио.
- 15 декември 1991: Молдовският президент Мирча Снегур се среща с Игор Смирнов.
- 21 декември 1991: Игор Смирнов е избран за почетен казак.
- 27 декември 1991: достъпът до сградата на регионалния съвет в Дубсари, който отказва да признае сепаратистите, е блокиран от приднестровските власти.

### 1992
- 3 януари 1992: Сградата на КГБ в Тигина е окупирана от сепаратисти.
- 3 януари 1992: Кметът на Варница А. Кокунеску и още няколко негови подчинени са арестувани и отведени в Тираспол. По-късно са освободени по молба на властите в Кишинев.
- 6 януари 1992: На пътя между Бубсари и Рибница 6 въоръжени приднестровски военни задържат двама молдовски полицаи. След заплаха са изгонени от региона с целите си семейства.
- 9 януари 1992: 70 въоръжени сепаратисти атакуват и завземат колона камиони от военно поделение 07481, която превозва оръжие от Хлиная към Кишинев.
- 12 януари 1992: Приднестровски военни откриват стрелба по полицейска кола в Дубсари. Двама полицаи са ранени. При друг инцидент същия ден са ранени още двама полицаи.
- 13 януари 1992: Е. Мартин и В. Пламадеала са ранени от приднестровски военни на излизане от Дубсари.
- 15 януари 1992: Двама полицаи и жена са ранени при стрелба срещу молдовска полицайска кола.
- 22 януари 1992: Прокурорът на Тигина Л. Тодераш е отново арестуван. След преговори той е освободен.
- 25 януари 1992: Л. Тодераш, прокурор на Тигина, е отново арестуван.
- 30 януари 1992: Атакувани са полицейски части в Тигина. 39 полицаи са арестувани. Сградата на Транспортна полиция е запалена.
- 31 януари 1992: Четирима полицаи са арестувани в Тигина.
- 1 февруари 1992: Ф. Туркан е убит на контролно-пропускателен пункт от приднестровки военни в Лунга, село недалеч от Дубсари.
- 2 февруари 1992: В Лунга полицай В. Русу е ранен, след като колата му е спряна от 18 сепаратистки военни.
- 4 февруари 1992: Заместник-началникът на полицията в Тигина А. Короликов и полицай О. Павлич са арестувани.
- 12 февруари 1992: Приднестровските власти затварят училището за медицински сестри в Тигина.
- 14 февруари 1992: Хора от Приднестровие предприемат акция в Москва, за да информират обществеността за нарушаването на човешките права в Приднестровие.
- 19 февруари 1992: Сградата на митницата в Дубсари е атакувана от сепаратисти.
- 20 февруари 1992: В Лунга се провежда мирна демонстрация срещу насрочен от приднестровските власти референдум. Демонстрацията е разпръсната със сила с помощта на сълзотворен газ.
- 22 февруари 1992: Военен отряд 01002 е атакуван от сепаратисти. 95 офицери и войници са нападнати край река Днестър.
- След като Молдова става член на ООН на 2 март 1992 г., президентът Мирча Снегур (на поста между 1990 и 1996 г.) разрешава съгласувани военни действия срещу сепаратистки отряди, атакуващи полицейски участъци. Сепаратистите, подпомогнати от руски казаци и 14-а руска армия, задържат контрола си над по-голямата част от спорните територии.
- 17 март 1992: В Молдова започва изграждането на редовна армия към новосъздаденото Министерство на отбраната.
- 5 април 1992: Вицепрезидентът на Русия Александър Руцкой говори пред 5000 души в Тираспол насърчавайки ги да се борят за своята независимост.
- 2 юни 1992: Илие Илашку и още трима етнически румънци от неговата група са арестувани от властите в Приднестровие по обвинение в убийството на свама сепаратистки офицера.
- 21 юни 1992: Декларирано е прекратяване на огъня, което продължава и до днес.

### 1993
- 9 декември 1993: Върховният съд на Приднестровие намира за виновен Илие Илашку по обвинение в редица престъпления наказуеми според законодателството на ССР Молдова включително за подбуждане извършването на престъпления срещу националната сигурност, организиране на дейности с цел извършване на изключително опасни престъпления срещу държавата, убийство на представител на държавата с цел разпространение на терор, предумишлено убийство, незаконно реквизиране на транспортни средства, умишлено унищожаване на чужда собственост и незаконна употреба на взривни вещества и боеприпаси.

### Последващи събития
През 2001 г. Илашку в крайна сметка е освободен две години след подадена от него жалба в Европейския съд по правата на човека, където той успява да осъди Русия и Молдова.
Към 2013 г. сигурността в района на конфликта се подсигурява от съвместни мироопазващи сили на Русия, Молдова, Приднестровската република и военни наблюдатели от Украйна. По време на многобройните разговори, с посредничеството на Русия, Украйна и ОССЕ, които правят опити да се постигне споразумение за статута на Приднестровието се провалят.
Отношенията между страните в конфликтни остават напрегнати.